# Division Nationale 2018-19
La División Nationale 2018-19 (Nationaldivisioun en luxemburgués) fue la 105.ª temporada de la División Nacional de Luxemburgo. La temporada comenzó el 5 de agosto de 2018 y terminó el 19 de mayo de 2019. El F91 Dudelange conquistó el decimocuarto título de su historia.

## Sistema de competición
Los catorce equipos participantes jugaron entre sí todos contra todos dos veces totalizando 26 partidos cada uno. Al final de la temporada el primer clasificado obtuvo un cupo para la primera ronda de la Liga de Campeones 2019-20. El segundo y tercer clasificado obtuvieron un cupo a la primera ronda de la  Liga Europea 2019-20. El último y penúltimo clasificado descendierón a la División de Honor  2019-20, mientras que el duodécimo primer clasificado jugó el Play-off de relegación contra el tercer clasificado de la División de Honor 2018-19 que determinó quien de los dos jugará en la Division Nationale la próxima temporada.
Un tercer cupo para la Liga Europea 2019-20 fue asignado al campeón de la Copa de Luxemburgo.

## Ascensos y descensos
| Pos. | de Division Nationale 2017-18 |
| ---- | ----------------------------- |
| 13.º | Rodange 91                    |
| 14.º | Esch                          |

| Pos. | de Segunda División 2017-18 |
| ---- | --------------------------- |
| 1.º  | Etzella Ettelbruck          |
| 2.º  | Rumelange                   |

## Equipos participantes
| Equipo             | Ciudad       | Estadio                      | Capacidad |
| ------------------ | ------------ | ---------------------------- | --------- |
| Differdange 03     | Differdange  | Thillenberg                  | 6.000     |
| Etzella Ettelbruck | Ettelbruck   | Stade Am Deich               | 2.020     |
| F91 Dudelange      | Dudelange    | Jos Nosbaum                  | 4.650     |
| Fola Esch          | Esch Alzette | Emile Mayrisch               | 3.900     |
| Ham Benfica        | Hamm         | Luxembourg-Cents             | 2.800     |
| Hostert            | Hostert      | Stade Jos Becker             | 1.500     |
| Jeunesse d'Esch    | Esch Alzette | La Frontière                 | 4.200     |
| Mondorf-les-Bains  | Mondorf      | Stade John Grün              | 3.600     |
| Pétange            | Pétange      | Stade Municipal              | 2.400     |
| Progrès Niedercorn | Differdange  | Jos Haupert                  | 2.800     |
| Racing Union       | Luxemburgo   | Stade Achille Hammerel       | 5.814     |
| Rumelange          | Rumelange    | Stade municipal de Rumelange | 3.000     |
| Strassen           | Strassen     | Complexe Sportif Jean Wirtz  | 1.500     |
| Victoria Rosport   | Rosport      | VictoriArena                 | 1.000     |

## Tabla de posiciones
| Pos. | Equipo             | Pts. | PJ | G  | E | P  | GF | GC | Dif. | Clasificación 2019–20                    |
| ---- | ------------------ | ---- | -- | -- | - | -- | -- | -- | ---- | ---------------------------------------- |
| 1    | F91 Dudelange (C)  | 59   | 26 | 18 | 5 | 3  | 72 | 33 | +39  | Primera ronda de la Liga de Campeones    |
| 2    | Fola Esch          | 50   | 26 | 15 | 5 | 6  | 65 | 28 | +37  | Primera ronda de la Liga Europa          |
| 3    | Jeunesse Esch      | 48   | 26 | 14 | 6 | 6  | 46 | 30 | +16  | Primera ronda de la Liga Europa          |
| 4    | Progrès Niedercorn | 44   | 26 | 13 | 5 | 8  | 45 | 35 | +10  | Ronda preliminar ronda de la Liga Europa |
| 5    | Differdange 03     | 44   | 26 | 13 | 5 | 8  | 35 | 33 | +2   |                                          |
| 6    | Racing Union       | 39   | 26 | 11 | 6 | 9  | 42 | 31 | +11  |                                          |
| 7    | Strassen           | 39   | 26 | 12 | 3 | 11 | 46 | 43 | +3   |                                          |
| 8    | Pétange            | 37   | 26 | 11 | 4 | 11 | 38 | 43 | −5   |                                          |
| 9    | Mondorf-les-Bains  | 35   | 26 | 10 | 5 | 11 | 39 | 39 | 0    |                                          |
| 10   | Etzella Ettelbruck | 28   | 26 | 7  | 7 | 12 | 31 | 73 | −42  |                                          |
| 11   | Victoria Rosport   | 28   | 26 | 7  | 7 | 12 | 33 | 49 | −16  |                                          |
| 12   | Hostert            | 25   | 26 | 7  | 4 | 15 | 37 | 58 | −21  | Promoción por la permanencia             |
| 13   | Hamm Benfica       | 19   | 26 | 5  | 4 | 17 | 29 | 50 | −21  | Desciende a División de Honor 2019-20    |
| 14   | Rumelange          | 16   | 26 | 4  | 4 | 18 | 34 | 76 | −42  | Desciende a División de Honor 2019-20    |

Actualizado a los partidos jugados el 19 de mayo de 2019.
 Fuente: Soccerway
Notas:
1. ↑  Tras ganar la Copa de Luxemburgo, el F91 Dudelange  obtiene una plaza para participar en la Liga Europa 2019-20 pero, al encontrarse este equipo clasificado a través de su posición de Liga para disputar la liga de campeones, la plaza obtenida a través de la Copa recae sobre el cuarto clasificado.

### Resultados cruzados
| Local \ Visitante  | D03 | ETZ | FOL | F91 | HAM | HOS | JEU | MON | PET | PRO | RAC | RUM | STR | VIC |
| ------------------ | --- | --- | --- | --- | --- | --- | --- | --- | --- | --- | --- | --- | --- | --- |
| Differdange 03     | —   | 2–0 | 0–4 | 0–4 | 4–0 | 3–1 | 2–0 | 2–0 | 1–5 | 2–0 | 1–0 | 3–2 | 1–3 | 3–0 |
| Etzella Ettelbruck | 1–0 | —   | 2–2 | 0–2 | 0–3 | 0–1 | 1–1 | 2–0 | 2–1 | 1–1 | 1–1 | 2–1 | 0–2 | 0–0 |
| Fola Esch          | 3–0 | 6–0 | —   | 1–2 | 2–0 | 4–1 | 2–5 | 5–0 | 3–0 | 2–1 | 3–0 | 7–0 | 1–1 | 1–1 |
| F91 Dudelange      | 0–2 | 4–2 | 1–1 | —   | 5–3 | 4–1 | 1–3 | 1–4 | 6–1 | 4–1 | 2–0 | 2–2 | 1–1 | 2–0 |
| Hamm Benfica       | 1–1 | 1–1 | 1–2 | 1–3 | —   | 1–2 | 0–2 | 2–1 | 2–2 | 1–2 | 2–0 | 0–1 | 1–3 | 1–3 |
| Hostert            | 1–1 | 4–0 | 2–3 | 3–4 | 1–0 | —   | 2–3 | 1–1 | 0–3 | 0–1 | 0–4 | 4–2 | 1–6 | 0–3 |
| Jeunesse Esch      | 0–0 | 1–0 | 3–1 | 0–3 | 4–0 | 3–0 | —   | 1–2 | 1–1 | 1–1 | 1–0 | 3–1 | 1–2 | 1–1 |
| Mondorf-les-Bains  | 0–0 | 1–0 | 2–0 | 1–2 | 2–2 | 2–2 | 0–2 | —   | 4–1 | 1–0 | 0–3 | 4–3 | 2–2 | 4–0 |
| Pétange            | 0–1 | 1–1 | 2–1 | 1–3 | 3–0 | 2–1 | 3–2 | 1–0 | —   | 1–5 | 0–1 | 2–1 | 3–1 | 2–0 |
| Progrès Niedercorn | 2–0 | 4–3 | 1–1 | 0–2 | 1–0 | 1–1 | 5–0 | 2–1 | 1–0 | —   | 2–0 | 3–0 | 2–0 | 3–3 |
| Racing Union       | 3–3 | 0–3 | 2–1 | 1–1 | 1–0 | 2–0 | 0–1 | 3–0 | 4–1 | 5–0 | —   | 2–2 | 4–1 | 2–2 |
| Rumelange          | 1–2 | 3–5 | 0–3 | 2–9 | 1–3 | 0–4 | 1–1 | 1–3 | 0–0 | 2–1 | 2–1 | —   | 0–2 | 3–2 |
| Strassen           | 2–0 | 2–1 | 0–2 | 0–2 | 0–3 | 3–4 | 0–4 | 1–0 | 2–1 | 2–4 | 1–2 | 4–1 | —   | 4–0 |
| Victoria Rosport   | 0–1 | 0–3 | 1–4 | 2–2 | 3–1 | 2–0 | 1–2 | 0–4 | 0–1 | 2–1 | 1–1 | 4–2 | 2–1 | —   |

## Play-Off de Relegación
Fue disputado entre el 12 Clasificado y el tercero de la  Éirepromotioun 2018-19.
|}

## Goleadores
- Fuente: Soccerway

| Equipo 1 | Resultado | Equipo 2         |
| -------- | --------- | ---------------- |
| Hostert  | 2–0       | Swift Hesperange |

| Pos. | Jugador              | Club              | Goles |
| ---- | -------------------- | ----------------- | ----- |
| 1    | Samir Hadji          | Fola Esch         | 23    |
| 2    | David Turpel         | F91 Dudelange     | 14    |
| 2    | Mickaël Jager        | Strassen          | 14    |
| 4    | Bertino Cabral       | Hamm Benfica      | 13    |
| 5    | Marwane Benamra      | Mondorf-les-Bains | 12    |
| 5    | Alexander Biedermann | Victoria Rosport  | 12    |